# 巴基斯坦鐵路
巴基斯坦鐵路（英語：Pakistan Railways）是巴基斯坦國有鐵路公司，1861年成立，總部設於拉合爾，並擁有4,800英里（7,791）軌道，由托卡姆至卡拉奇，營運客運和貨運服務。巴基斯坦鐵路在1947至1974年間又被稱為西巴基斯坦鐵路。
2014年，巴基斯坦鐵道部發表了《巴基斯坦鐵路展望2026》，希望透過中巴經濟走廊鐵路升級投資88.668億巴基斯坦盧比，將鐵路佔交通比率由4%指高至20%。展望包括新的火車頭、發展和改善現有鐵路基建設施，提高平均車速，改善準點率和擴大乘客列車服務。計劃首期已於2017年完成，第二期則預計在2021年完成。巴基斯坦鐵路是國際鐵路聯盟的活躍成員。2018/19財政年度，巴基斯坦鐵路服務了7000萬名乘客。

## 外部連結
- Official website of Pakistan Railways （页面存档备份，存于）
- Pakistan Ministry of Railways （页面存档备份，存于）
- .   [2010-11-11]. （原始内容存档于2009-10-27）.
- Pakistani train spotters （页面存档备份，存于）
- Images of Pakistan trains
- Pakistan Railways on Google Maps: current and planned tracks and major stations （页面存档备份，存于）
- Pakistan Railway Jobs （页面存档备份，存于）